# Campeonato Brasileño de Fútbol 1996
El Campeonato Brasileño de Serie A 1996 fue la 41.ª edición del Campeonato Brasileño de Serie A. El torneo se extendió desde el 8 de agosto de 1996 hasta el 15 de diciembre del corriente año. El club Grêmio de Porto Alegre ganó el campeonato, su segundo título a nivel nacional, tras la obtención del Brasileirao 1981.
Al final del campeonato, descendieron a Série B los dos últimos colocados, Fluminense y Bragantino. Paralelamente, fueron ascendidos para 1997 el campeón y subcampeón de la série B, União São João y América de Natal respectivamente. Pero nuevamente la CBF volvió a intervenir para salvar a un cuadro grande, en este caso el Fluminense. Por consiguiente se dejó sin efecto los dos descensos y el torneo de 1997 se disputaría con 26 clubes.

## Formato de disputa
Primera Fase: Los 24 clubes juegan todos contra todos en una única ronda, los 8 primeros colocados clasifican a cuartos de final.
Fase Final: Cuartos de final, Semifinales y Final, con juegos de ida y vuelta, con la ventaja en caso de empate en puntos para el club con mejor campaña.

## Primera fase
- Clasifican los ocho primeros a la segunda fase.
| Pos | Equipo                  | Pts | PJ | PG | PE | PP | GF | GC | Dif |
| --- | ----------------------- | --- | -- | -- | -- | -- | -- | -- | --- |
| 1   | Cruzeiro                | 44  | 23 | 13 | 5  | 5  | 31 | 17 | +14 |
| 2   | Guarani de Campinas     | 43  | 23 | 13 | 4  | 6  | 23 | 14 | +9  |
| 3   | Palmeiras               | 43  | 23 | 12 | 7  | 4  | 42 | 20 | +22 |
| 4   | Atlético Paranaense (A) | 39  | 23 | 12 | 3  | 8  | 41 | 28 | +13 |
| 5   | Atlético Mineiro        | 39  | 23 | 12 | 3  | 8  | 39 | 32 | +7  |
| 6   | Grêmio                  | 38  | 23 | 11 | 5  | 7  | 42 | 27 | +15 |
| 7   | Goiás                   | 37  | 23 | 11 | 4  | 8  | 37 | 27 | +10 |
| 8   | Portuguesa              | 36  | 23 | 11 | 3  | 9  | 32 | 29 | +3  |
| 9   | Internacional           | 35  | 23 | 10 | 5  | 8  | 31 | 27 | +4  |
| 10  | Sport Recife            | 35  | 23 | 10 | 5  | 8  | 32 | 31 | +1  |
| 11  | São Paulo               | 35  | 23 | 9  | 8  | 6  | 39 | 32 | +7  |
| 12  | Corinthians             | 32  | 23 | 7  | 11 | 5  | 20 | 19 | +1  |
| 13  | Flamengo                | 30  | 23 | 9  | 3  | 11 | 24 | 31 | -7  |
| 14  | Coritiba (A)            | 29  | 23 | 9  | 3  | 11 | 25 | 30 | -5  |
| 15  | Vitória de Bahía        | 29  | 23 | 8  | 5  | 10 | 32 | 39 | -7  |
| 16  | Paraná Clube            | 28  | 23 | 8  | 4  | 11 | 26 | 30 | -4  |
| 17  | Botafogo                | 28  | 23 | 7  | 7  | 9  | 33 | 35 | -2  |
| 18  | Vasco da Gama           | 27  | 23 | 8  | 3  | 12 | 37 | 43 | -6  |
| 19  | Juventude               | 27  | 23 | 8  | 3  | 12 | 31 | 37 | -6  |
| 20  | Santos                  | 27  | 23 | 7  | 6  | 10 | 26 | 31 | -5  |
| 21  | Criciúma                | 23  | 23 | 5  | 9  | 9  | 31 | 39 | -8  |
| 22  | Bahia                   | 23  | 23 | 5  | 8  | 10 | 25 | 35 | -10 |
| 23  | Fluminense              | 22  | 23 | 6  | 4  | 13 | 26 | 50 | -24 |
| 24  | Bragantino              | 19  | 23 | 5  | 4  | 14 | 26 | 48 | -22 |

- (A): Ascendido la temporada anterior.

## Fase final
|  | Cuartos de final    | Cuartos de final | Cuartos de final |   |            | Semifinales | Semifinales | Semifinales |  |            | Final | Final | Final |  |
|  |                     |                  |                  |   |            |             |             |             |  |            |       |       |       |  |
|  |                     |                  |                  |   |            |             |             |             |  |            |       |       |       |  |
|  | Portuguesa          | 3                | 0                |   |            |             |             |             |  |            |       |       |       |  |
|  | Portuguesa          | 3                | 0                |   |            |             |             |             |  |            |       |       |       |  |
|  | Cruzeiro            | 0                | 1                |   |            |             |             |             |  |            |       |       |       |  |
|  | Cruzeiro            | 0                | 1                |   | Portuguesa | 1           | 2           |             |  |            |       |       |       |  |
|  |                     |                  |                  |   | Portuguesa | 1           | 2           |             |  |            |       |       |       |  |
|  |                     |                  | Atlético Mineiro | 0 | 2          |             |             |             |  |            |       |       |       |  |
|  | Atlético Mineiro    | 3                | Atlético Mineiro | 0 | 2          | 0           |             |             |  |            |       |       |       |  |
|  | Atlético Mineiro    | 3                |                  |   |            |             |             |             |  |            |       |       |       |  |
|  | Atlético Paranaense | 1                | 1                |   |            |             |             |             |  |            |       |       |       |  |
|  | Atlético Paranaense | 1                | 1                |   |            |             |             |             |  | Portuguesa | 2     | 0     |       |  |
|  |                     |                  |                  |   |            |             |             |             |  | Portuguesa | 2     | 0     |       |  |
|  |                     |                  | Grêmio           | 0 | 2          |             |             |             |  |            |       |       |       |  |
|  | Goiás               | 3                | Grêmio           | 0 | 2          | 0           |             |             |  |            |       |       |       |  |
|  | Goiás               | 3                |                  |   |            |             |             |             |  |            |       |       |       |  |
|  | Guarani             | 1                | 1                |   |            |             |             |             |  |            |       |       |       |  |
|  | Guarani             | 1                | 1                |   | Goiás      | 1           | 2           |             |  |            |       |       |       |  |
|  |                     |                  |                  |   | Goiás      | 1           | 2           |             |  |            |       |       |       |  |
|  |                     |                  | Grêmio           | 3 | 2          |             |             |             |  |            |       |       |       |  |
|  | Grêmio              | 3                | Grêmio           | 3 | 2          | 0           |             |             |  |            |       |       |       |  |
|  | Grêmio              | 3                |                  |   |            |             |             |             |  |            |       |       |       |  |
|  | Palmeiras           | 1                | 1                |   |            |             |             |             |  |            |       |       |       |  |
|  | Palmeiras           | 1                | 1                |   |            |             |             |             |  |            |       |       |       |  |
|  |                     |                  |                  |   |            |             |             |             |  |            |       |       |       |  |

### Final
| 11 de diciembre de 1996 | Portuguesa                    | 2 – 0   | Grêmio | Estadio Morumbi, São Paulo,                                            |                                                                        |
|                         | Gallo 38' · Rodrigo Fabri 60' | Reporte |        | Asistencia: 29.355 espectadores Árbitro(s): Sidrack Marinho dos Santos | Asistencia: 29.355 espectadores Árbitro(s): Sidrack Marinho dos Santos |

| 15 de diciembre de 1996 | Grêmio                      | 2 – 0   | Portuguesa | Estadio Olímpico, Porto Alegre,                                       |                                                                       |
|                         | Paulo Nunes 3' · Aílton 84' | Reporte |            | Asistencia: 42.587 espectadores Árbitro(s): Márcio Rezende de Freitas | Asistencia: 42.587 espectadores Árbitro(s): Márcio Rezende de Freitas |

|                                          |
| Bandera del estado de Río Grande del Sur |
| Campeón Grêmio FBPA 2.º título           |

- Grêmio de Porto Alegre campeón del torneo por su mejor rendimiento en la primera fase del campeonato y clasifica a Copa Libertadores 1997.

- Cruzeiro clasifica a Copa Libertadores 1997 por ser campeón de la Copa de Brasil de 1996.

## Posiciones finales
- Tres puntos por victoria y uno por empate.
| Pos | Equipo                  | Pts | PJ | PG | PE | PP | GF | GC | Dif |
| --- | ----------------------- | --- | -- | -- | -- | -- | -- | -- | --- |
| 1   | Grêmio                  | 48  | 29 | 14 | 6  | 9  | 52 | 34 | 18  |
| 2   | Portuguesa              | 46  | 29 | 14 | 4  | 11 | 40 | 34 | 6   |
| 3   | Atlético Mineiro        | 43  | 27 | 13 | 4  | 10 | 44 | 37 | 7   |
| 4   | Goiás                   | 41  | 27 | 12 | 5  | 10 | 43 | 34 | 9   |
| 5   | Cruzeiro                | 47  | 25 | 14 | 5  | 6  | 32 | 20 | 12  |
| 6   | Guarani de Campinas     | 46  | 25 | 14 | 4  | 7  | 25 | 17 | 8   |
| 7   | Palmeiras               | 46  | 25 | 13 | 7  | 5  | 44 | 23 | 21  |
| 8   | Atlético Paranaense (A) | 42  | 25 | 13 | 3  | 9  | 43 | 31 | 12  |
| 9   | Internacional           | 35  | 23 | 10 | 5  | 8  | 31 | 27 | +4  |
| 10  | Sport Recife            | 35  | 23 | 10 | 5  | 8  | 32 | 31 | +1  |
| 11  | São Paulo               | 35  | 23 | 9  | 8  | 6  | 39 | 32 | +7  |
| 12  | Corinthians             | 32  | 23 | 7  | 11 | 5  | 20 | 19 | +1  |
| 13  | Flamengo                | 30  | 23 | 9  | 3  | 11 | 24 | 31 | -7  |
| 14  | Coritiba (A)            | 29  | 23 | 9  | 3  | 11 | 25 | 30 | -5  |
| 15  | Vitória de Bahía        | 29  | 23 | 8  | 5  | 10 | 32 | 39 | -7  |
| 16  | Paraná Clube            | 28  | 23 | 8  | 4  | 11 | 26 | 30 | -4  |
| 17  | Botafogo                | 28  | 23 | 7  | 7  | 9  | 33 | 35 | -2  |
| 18  | Vasco da Gama           | 27  | 23 | 8  | 3  | 12 | 37 | 43 | -6  |
| 19  | Juventude               | 27  | 23 | 8  | 3  | 12 | 31 | 37 | -6  |
| 20  | Santos                  | 27  | 23 | 7  | 6  | 10 | 26 | 31 | -5  |
| 21  | Criciúma                | 23  | 23 | 5  | 9  | 9  | 31 | 39 | -8  |
| 22  | Bahia                   | 23  | 23 | 5  | 8  | 10 | 25 | 35 | -10 |
| 23  | Fluminense              | 22  | 23 | 6  | 4  | 13 | 26 | 50 | -24 |
| 24  | Bragantino              | 19  | 23 | 5  | 4  | 14 | 26 | 48 | -22 |

- (A): Ascendido la temporada anterior.

## Goleadores
| Pos. | Jugador         | Club                | Goles |
| ---- | --------------- | ------------------- | ----- |
| 1    | Paulo Nunes     | Grêmio              | 16    |
| 1    | Renaldo         | Atlético Mineiro    | 16    |
| 3    | Aílton          | Guarani de Campinas | 13    |
| 3    | Paulo Rink      | Atlético Paranaense | 13    |
| 3    | Túlio Maravilha | Botafogo            | 13    |
| 6    | Djalminha       | Palmeiras           | 12    |
| 7    | Leandro Machado | Internacional       | 11    |
| 7    | Mabília         | Criciuma            | 11    |
| 7    | Müller          | São Paulo           | 11    |
| 7    | Oséas           | Atlético Paranaense | 11    |
| 7    | Rodrigo Fabri   | Portuguesa          | 11    |